# Evangelische Kirche Würm

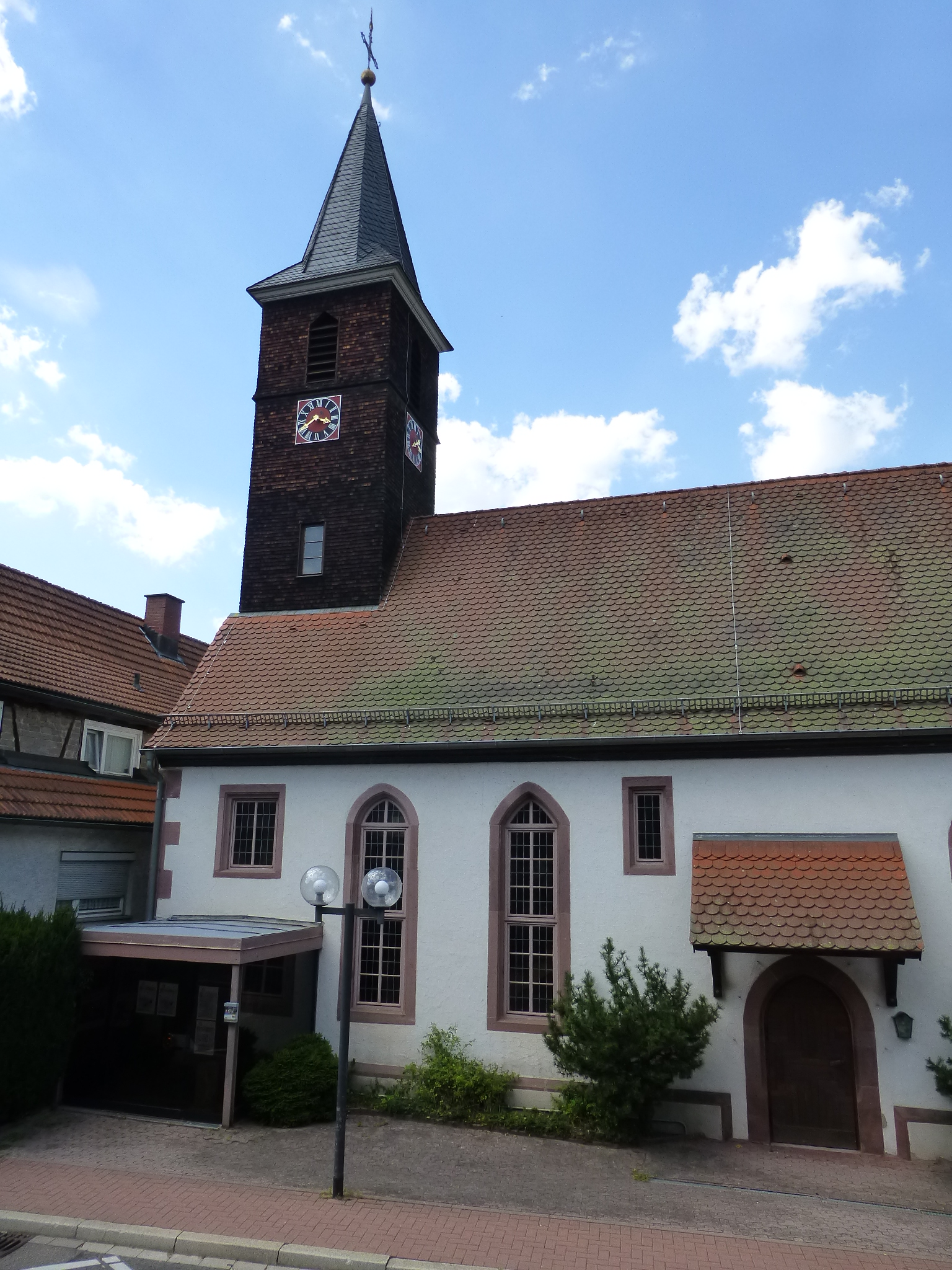
Evangelische Kirche Würm

Die Evangelische Kirche Würm steht in Würm, einem Stadtteil der kreisfreien Stadt Pforzheim in Baden-Württemberg. Das Bauwerk ist beim Landesamt für Denkmalpflege Baden-Württemberg als Baudenkmal eingetragen. Es gehört zur Hoffnungsgemeinde im Kirchenbezirk Pforzheim-Stadt der Evangelischen Landeskirche in Baden.

## Beschreibung
Die ältesten Gebäudeteile der 1516 gebauten Saalkirche sind der dreiseitig geschlossene Chor im Osten und die Sakristei an der Nordwand des Langhauses, das 1760 nach Westen verlängert wurde. Aus dem Satteldach des Langhauses erhebt sich im Westen ein Dachturm, der die Turmuhr und den Glockenstuhl beherbergt, und der mit einem achtseitigen, schiefergedeckten Knickhelm bedeckt ist. 
Zur Kirchenausstattung des Innenraums gehört ein hölzernes Kruzifix, dessen Entstehung in die erste Hälfte des 18. Jahrhunderts datiert wird. Bei der Renovierung in den Jahren 1965/66 erhielt die Kirche die steinerne Mensa, das kupferne Taufbecken, eichene Kirchenbänke und eine Ahlborn-Orgel. 